# Bobrowszczyzna (Białoruś)
Bobrowszczyzna (biał. Бабруйшчына; ros. Бобруйщина) – wieś na Białorusi, w obwodzie witebskim, w rejonie głębockim, w sielsowiecie Psuja.
Siedziba parafii prawosławnej; znajduje się tu cerkiew pw. św. Jana Chrzciciela.

## Historia
W czasach zaborów w miasteczko i dwór w powiecie dzisieńskim, w guberni wileńskiej Imperium Rosyjskiego, Pod koniec XIX wieku należały do Korzowych, wcześniej Iwaszewskich.
W latach 1921–1945 miasteczko, folwark i majątek leżały w Polsce, w województwie wileńskim, w powiecie dziśnieńskim, w gminie Prozoroki, a od 1929 w gminie Plisa.
Według Powszechnego Spisu Ludności z 1921 roku zamieszkiwało:
- miasteczko – 47 osób, 37 było wyznania rzymskokatolickiego, a 10 prawosławnego. Jednocześnie 26 mieszkańców zadeklarowało polską, a 21 białoruską przynależność narodową. Było tu 8 budynków mieszkalnych[4]. W 1931 w 9 domach zamieszkiwały 63 osoby[5].
- folwark – 73 osoby, 49 było wyznania rzymskokatolickiego, 14 prawosławnego a 10 mojżeszowego. Jednocześnie 46 mieszkańców zadeklarowało polską, a 27 białoruską przynależność narodową. Było tu 7 budynków mieszkalnych[4]. W 1931 w 11 domach zamieszkiwały 84 osoby[5].
- majątek – 24 osoby, 23 było wyznania rzymskokatolickiego, a 1 prawosławnego. Jednocześnie wszyscy mieszkańcy zadeklarowali polską przynależność narodową. Były tu 2 budynki mieszkalne[4]. W 1931 w 2 domach zamieszkiwały 23 osoby[5].

Wierni należeli do miejscowej parafii rzymskokatolickiej i prawosławnej w Psuji. Miejscowość podlegała pod Sąd Grodzki w Głębokiem i Okręgowy w Wilnie; właściwy urząd pocztowy mieścił się w Podświlach.
W wyniku napaści ZSRR na Polskę we wrześniu 1939 miejscowość znalazła się pod okupacją sowiecką. 2 listopada została włączona do Białoruskiej SRR. Od czerwca 1941 roku pod okupacją niemiecką. W 1944 miejscowość została ponownie zajęta przez wojska sowieckie i włączona do obwodu mińskiego Białoruskiej SRR.
Od 1991 w składzie niepodległej Białorusi.